# Sebastiania daphniphylla
Sebastiania daphniphylla är en törelväxtart som först beskrevs av Henri Ernest Baillon, och fick sitt nu gällande namn av Johannes Müller Argoviensis. Sebastiania daphniphylla ingår i släktet Sebastiania och familjen törelväxter. Inga underarter finns listade i Catalogue of Life.